# Rudi Beiser
Rudi Beiser (* 8. Januar 1960 in Schuttern) ist ein deutscher Sachbuchautor, Journalist und Dozent. Seine Werke thematisieren vorwiegend den Anbau, die Wirkung und die Brauchtumsgeschichte von Heilkräutern und essbaren Wildpflanzen.

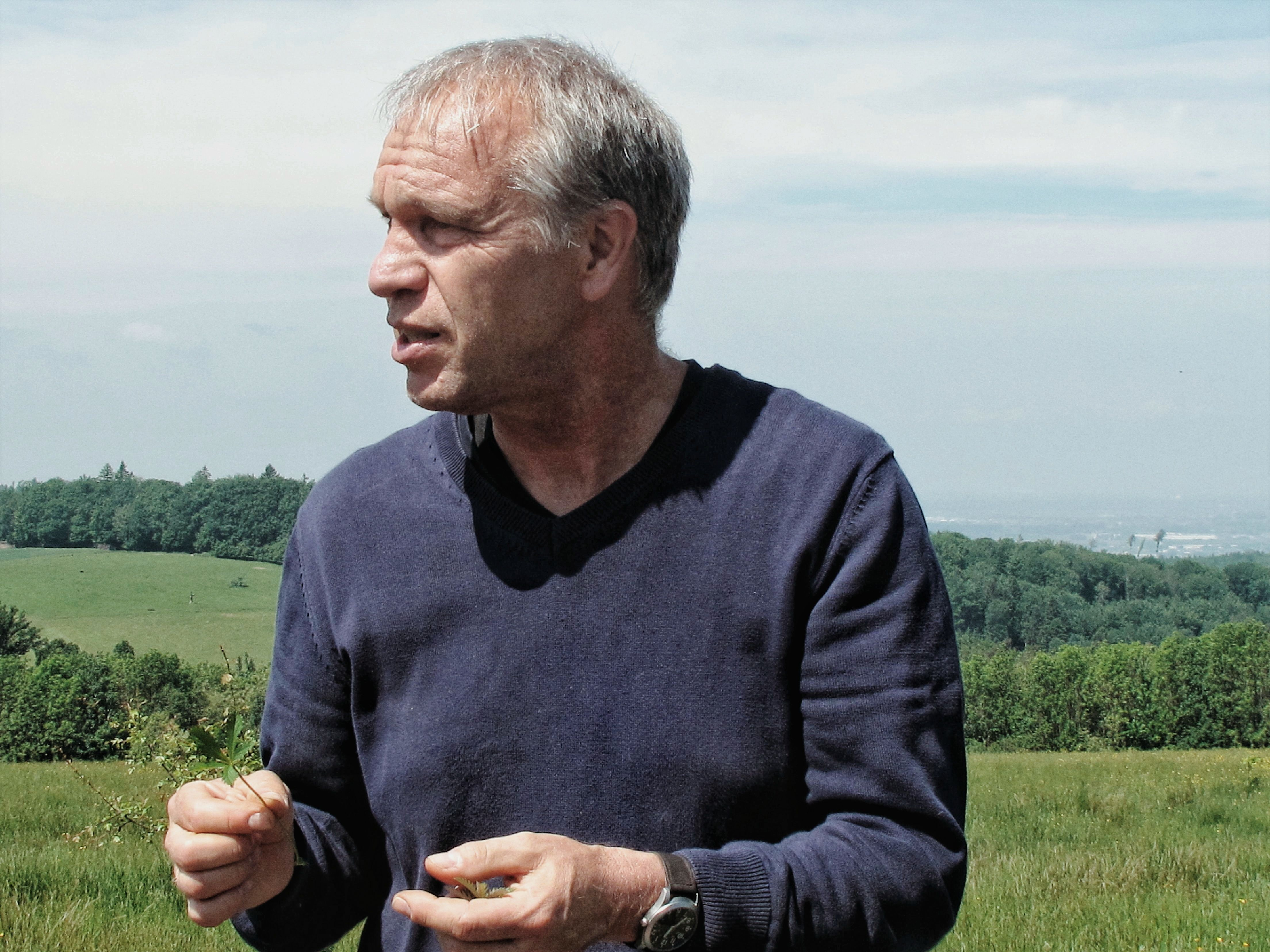
Rudi Beiser 2018 als Dozent bei einem Kräuterseminar im Freien

## Leben
Zwischen 1983 und 1996 führte Rudi Beiser einen Naturkostladen in Oberkirch.
Im Jahr 1993 gründete er die La Luna Kräutermanufaktur – ein Ein-Mann-Betrieb, in dem er 20 Jahre lang bis Ende 2013 Demeter-geprüfte Bio-Kräutertees herstellte und vermarktete. Er legte besonderen Wert auf den Verzicht maschineller Verarbeitung, die genaue Aussaat- und Erntezeit der Pflanzen, die Produktion von Ganzblattware sowie eine schonende Trocknung, um die wertvollen Aromen ideal zu erhalten.
Seine Erfahrung im Bereich Heilpflanzen und Wildkräuter gibt er seit dem Jahr 2000 auch als Dozent an verschiedenen Pflanzen- und Volkshochschulen weiter. An der Freiburger Heilpflanzenschule unterrichtet er in der Phytotherapie-Grundausbildung und gibt diverse Fachseminare.
Seit 2012 ist Rudi Beiser hauptsächlich als Buchautor tätig. Seine bisherigen Werke erschienen im Ulmer-, Kosmos-, Trias- und AT-Verlag. Viele dieser Bücher wurden in zahlreiche Sprachen übersetzt.
Rudi Beiser hat zwei Kinder, ist verheiratet und lebt mit seiner Frau in Friesenheim-Schuttern (Südbaden).

## Veröffentlichungen
- La Luna Kräuterbuch, Eigenverlag, Friesenheim 2007
- Tee aus Kräutern und Früchten. 68 Teekräuter sammeln, zubereiten, genießen, Kosmos Verlag, Stuttgart  2010, ISBN 978-3-440-12543-4
- Mein Heilpflanzengarten. Gesunde Kräuter pflanzen, ernten und anwenden, Ulmer Verlag, Stuttgart 2012, ISBN 978-3-8001-7662-5
- Heilpflanzen finden, Ulmer Verlag, Stuttgart 2012, ISBN 978-3-8001-7734-9
- Essbare Wildkräuter und Wildbeeren für unterwegs, Kosmos Verlag, Stuttgart 2012, ISBN 978-3-440-13072-8
- Kraft und Magie der Heilpflanzen. Jahreskreisfeste, Brauchtum, Kräuterwissen und Rezepte, Ulmer Verlag, Stuttgart 2013, ISBN 978-3-8001-7962-6
- Unsere essbaren Wildpflanzen. Bestimmen, sammeln, zubereiten, Kosmos Verlag, Stuttgart 2014, ISBN 978-3-440-13605-8
- 13 magische Heilpflanzen. Die Pflanzenseele erkennen. Heilkräfte nutzen, Kosmos Verlag, Stuttgart  2015, ISBN 978-3-440-14140-3
- Kräuterglück. Genussvoll gärtnern mit Küchen- und Wildkräutern, Ulmer Verlag, Stuttgart 2015, ISBN 978-3-8001-7522-2
- Wild- und Heilkräuter, Beeren und Pilze finden. Der Blitzkurs für Einsteiger (zusammen mit Christine Schneider und Maurice Gliem), Ulmer Verlag, Stuttgart 2016, ISBN 978-3-8001-1291-3
- Vermarktung von Kräuterprodukten. Rechtliche Rahmenbedingungen für Kräuterführungen, Kosmetika, Arznei- und Lebensmittel, Ulmer Verlag, Stuttgart 2016, ISBN 978-3-8001-7997-8
- Vergessene Heilpflanzen. Botanik, Volksheilkunde und Anwendungen, AT Verlag, Aarau 2016, ISBN 978-3-03800-888-0
- Wildkräuter. Von der Wiese auf den Teller – mit 42 vitalen Rezepten, Trias Verlag, Stuttgart 2017, ISBN 978-3-432-10265-8
- Heilpflanzen-Tinkturen. Wirksame Pflanzenauszüge selbst gemacht, Ulmer Verlag, Stuttgart 2017, ISBN 978-3-8001-0837-4
- Baum und Mensch. Heilkraft, Mythen und Kulturgeschichte unserer Bäume, Ulmer Verlag, Stuttgart 2017, ISBN 978-3-8186-0072-3
- Wildfrüchte. Ein kulinarisches Abenteuer. Mit 40 vitalen Rezepten, Trias Verlag, Stuttgart 2018, ISBN 978-3-432-10739-4
- Geheimnisse der Hecken. Heilkraft, Mythen und Kulturgeschichte unserer Sträucher, Ulmer Verlag, Stuttgart 2019, ISBN 978-3-8186-0726-5
- Öle, Cremes und Salben aus Heilpflanzen. Wirksame Rezepturen selbst gemacht. Expertenwissen von Massageöl bis Wundsalbe, Ulmer Verlag, Stuttgart 2020, ISBN 978-3-8186-0976-4
- Gesunde Knollen: Die heilsame Wirkung von Wurzel- und Knollengemüse, Trias Verlag, Stuttgart 2021, ISBN 978-3-4321-1132-2